# Euphorbia caerulescens
Euphorbia caerulescens är en törelväxtart som beskrevs av Adrian Hardy Haworth. Euphorbia caerulescens ingår i släktet törlar, och familjen törelväxter. Inga underarter finns listade i Catalogue of Life.

## Bildgalleri

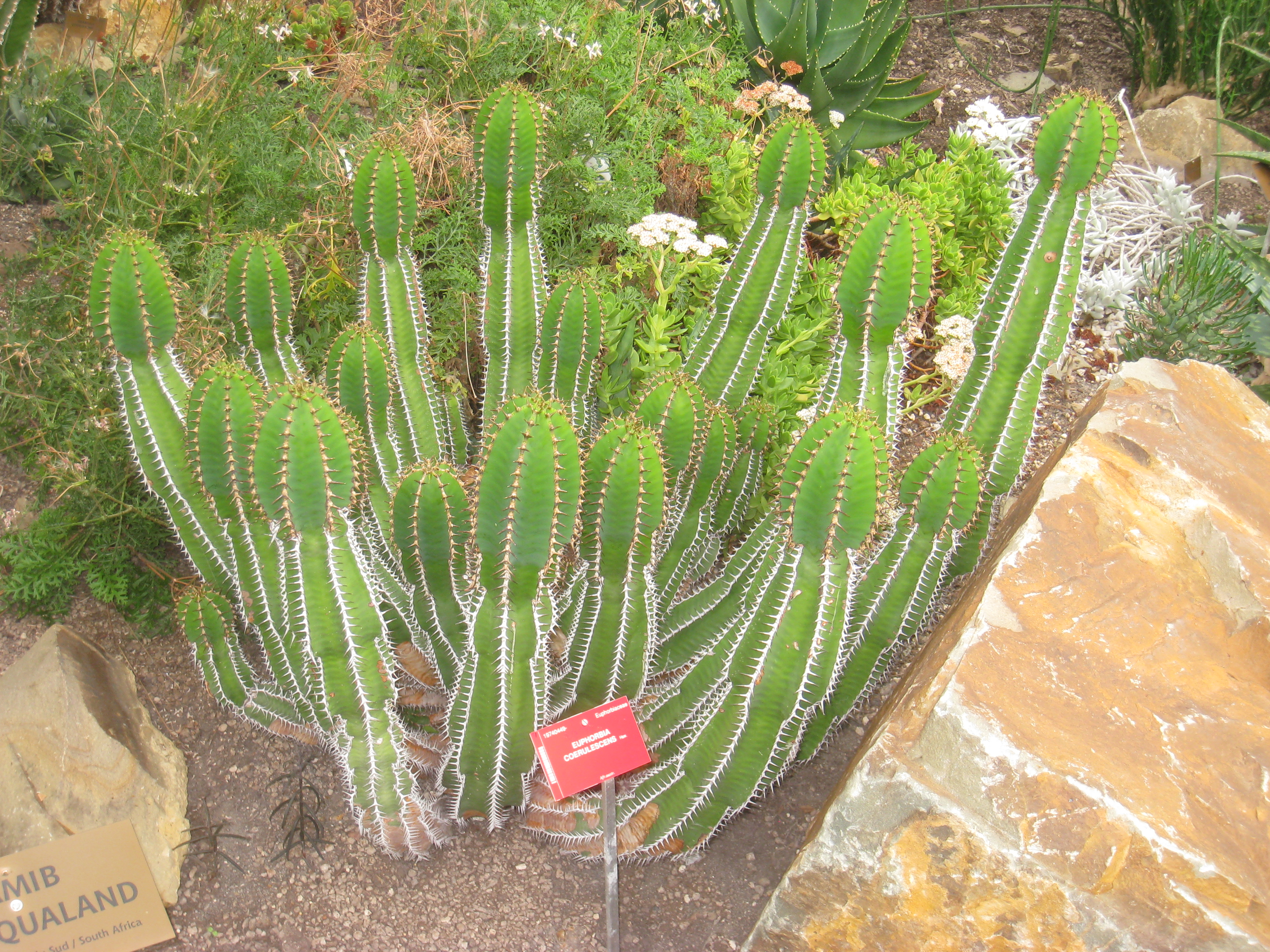
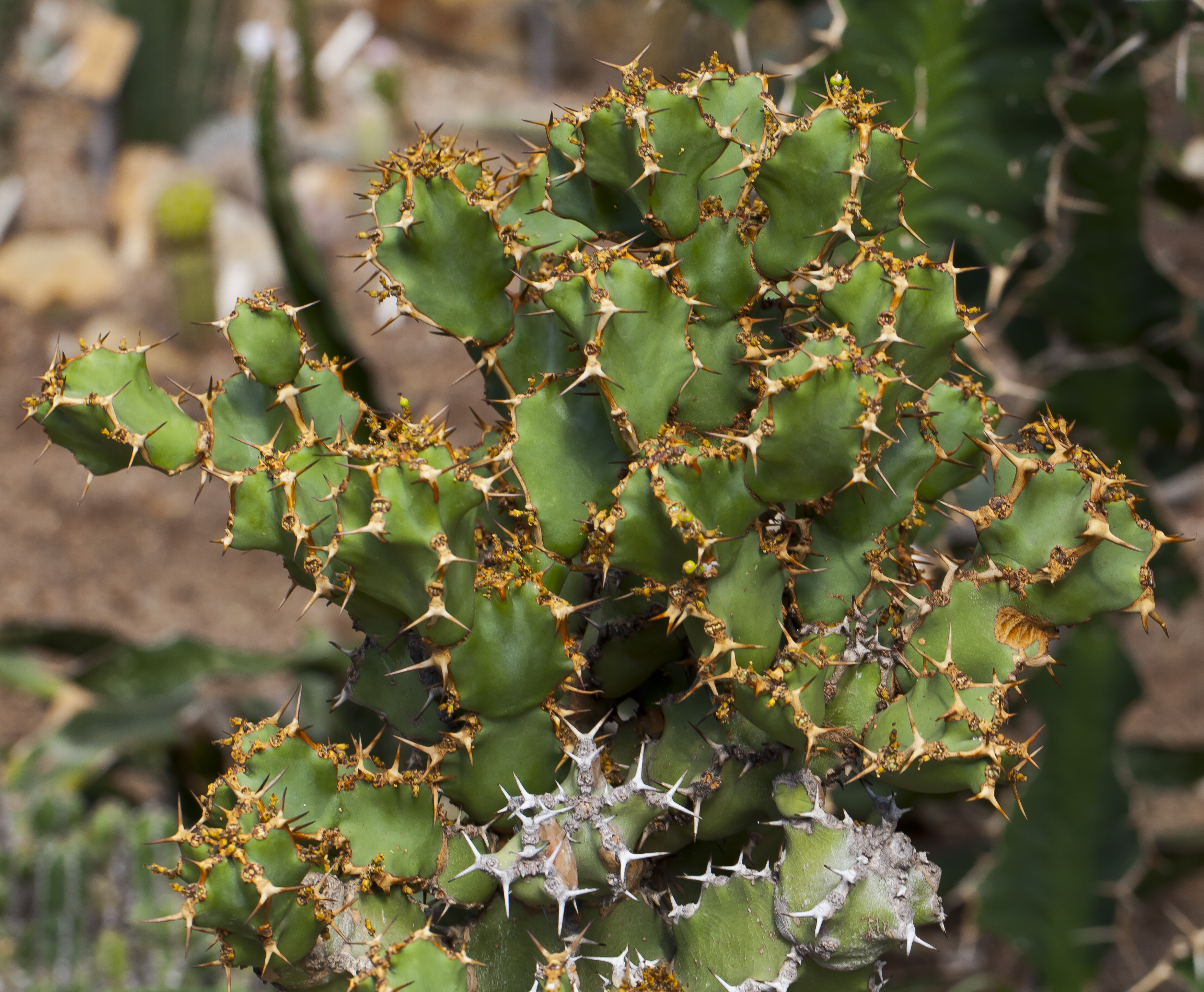
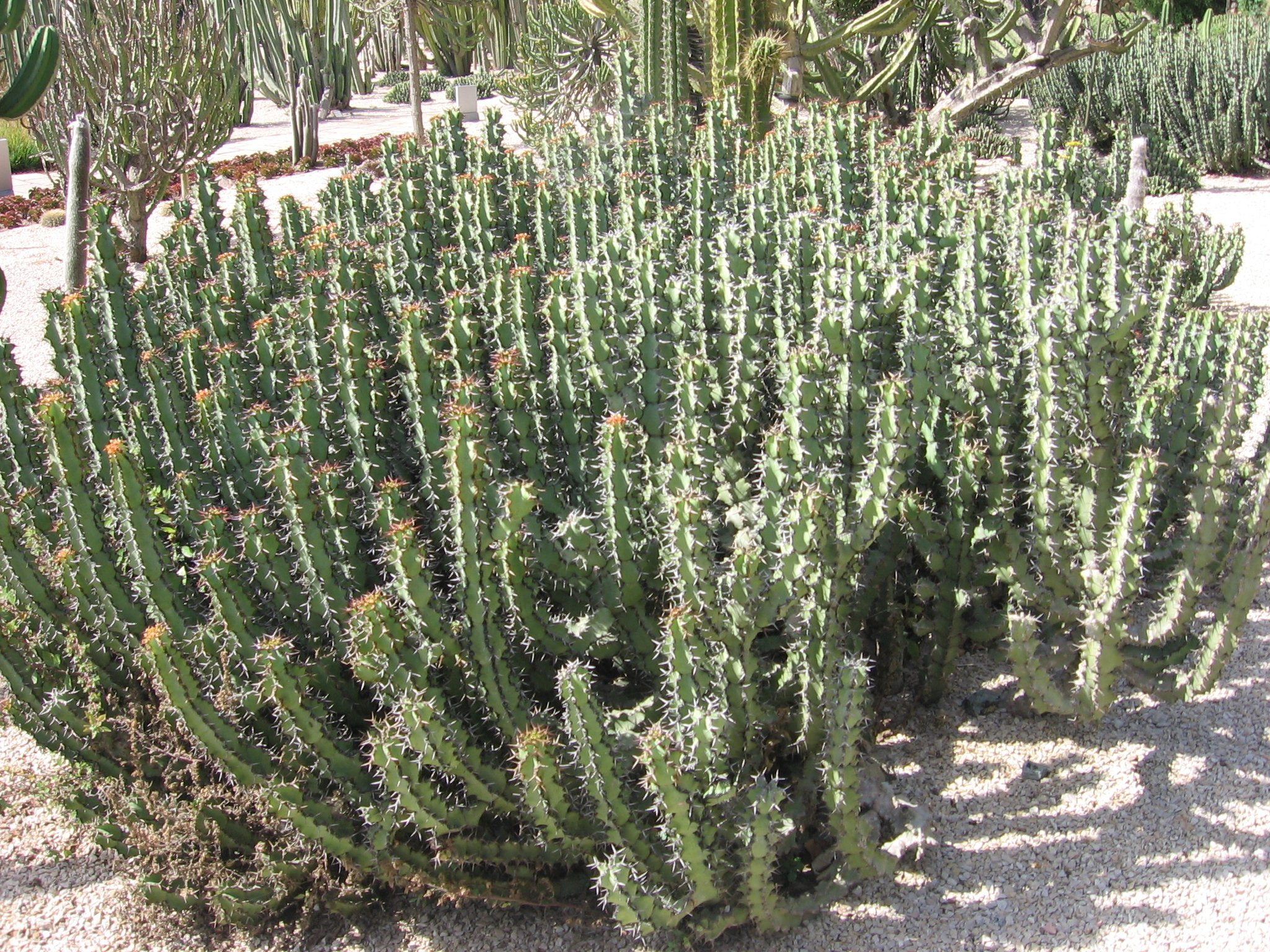
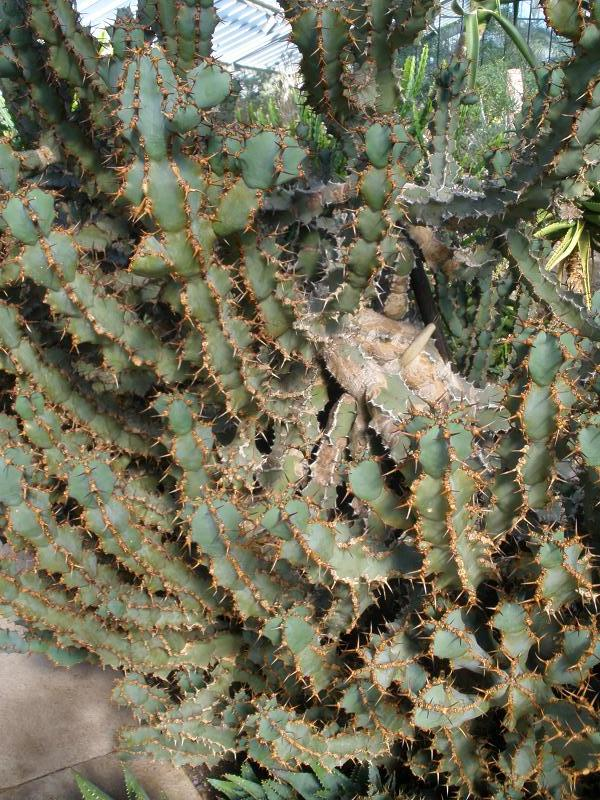